# オールスター爆笑ものまね紅白歌合戦!!
『新春特番!!オールスター爆笑ものまね紅白歌合戦!!』（しんしゅんとくばん!!おーるすたーばくしょうものまねこうはくうたがっせん!!）とは1987年度から1999年度にフジテレビで放送されたものまね番組・年末年始特番である。
なお、最後回は年末特番であるため、『新春』の部分は『年末』となっていた。

## 概要
1987年度正月に『ものまね王座決定戦』の年末年始版として1999年度まで13回にわたって放送された。翌年度からは『ものまね王座』と統合し『爆笑そっくりものまね紅白歌合戦スペシャル』のタイトルで放送され現在も放送されている。
2009年1月21日には当番組を収録した『オールスター爆笑ものまね紅白歌合戦!!DVDスペシャル』が発売された。

## 放送日時
| 放送年月日     | 放送曜日・時間（JST） | 備考                    |
| -------------- | --------------------- | ----------------------- |
| 1988年1月1日   | 金曜 14:00 - 16:30    | 唯一のノンプライム      |
| 1989年1月3日   | 火曜 18:30 - 20:54    | 18:30 - 18:35は予告番組 |
| 1990年1月2日   | 火曜 18:30 - 20:54    | 18:30 - 18:35は予告番組 |
| 1991年1月3日   | 木曜 18:30 - 20:54    | 18:30 - 18:35は予告番組 |
| 1992年1月3日   | 金曜 18:30 - 20:54    | 18:30 - 18:35は予告番組 |
| 1993年1月3日   | 日曜 18:30 - 20:54    | 18:30 - 18:35は予告番組 |
| 1994年1月2日   | 日曜 18:30 - 20:54    | 18:30 - 18:35は予告番組 |
| 1995年1月1日   | 日曜 18:00 - 21:24    | 18:00 - 18:05は予告番組 |
| 1996年1月2日   | 火曜 18:00 - 22:24    | 18:00 - 18:05は予告番組 |
| 1997年1月2日   | 木曜 18:00 - 21:54    | ここから予告番組廃止    |
| 1998年1月2日   | 金曜 18:00 - 22:24    |                         |
| 1999年1月2日   | 土曜 18:00 - 21:54    |                         |
| 1999年12月30日 | 木曜 18:30 - 21:24    |                         |

新春恒例特番『新春かくし芸大会』が存在していた関係上、1月1日放送したのは初回の1988年、1995年の2回しか無い。また最終回は12月30日、唯一年末に放送（従って1999年は2回放送）したが、これは翌12月31日から1月1日まで、『LOVE LOVE あいしてる』を母体にした大型年越し特番『24時間まるごとライブ LOVE LOVE2000』が放送され、『かくし芸』が1月2日放送にずれたためである。

## 番組の流れ
- まず「春の海」をBGMに、正月イメージのバックに「新春正月特番」と書かれたタイトルが出され、提供クレジットの後CMとなる。
- OPは、｢ものまね王座｣同様に暗いスタジオが映されると、バンド演奏のファンファーレと共に「新春正月特番」のテロップが出され（初期は無し）、ドラムロールと両軍司会のタイトルコール[5]の後に番組タイトルが表示されると、スタジオが明るくなり、番組テーマ曲「一月一日」（最終回は「お正月」）と共に両軍の出場者が入場、最後は両軍司会が入場（この間両軍司会・出場者・審査員のテロップと、両軍司会のナレーション入り）、皆が揃ったところで、「新年、あけまして、おめでとうございます!!」の挨拶[6]、その後は司会者や審査員の紹介となる。
- 本戦は、両軍から1組の出場者がものまね（前年のものまね王座で披露したネタを披露することが多い）を披露、終わったところで審査員（各持ち点10点。合計100点）に審査する。ただし『ものまね王座』の様なトーナメント勝ち抜きでは無く、単に点数が加算されるため、（当然の事ながら）同点じゃんけんは無く、点数の多かった方が喜ぶ程度である。
- 全出し物が終了したところで「結果発表」となり、ドラムロールと共に合計点が発表され、最終的に合計得点の多かったチームが優勝。頭上のくす玉が割れて、大量の紙吹雪・紙テープ・風船が舞う。そしてバンド演奏による「ユダス・マカベウス（見よ、勇者は帰る）」（ヘンデル作曲）と共に、優勝チームの司会者には優勝旗が授与され、更に優勝チーム全員には「お年玉」（内容不明）が贈られる。さらに最優秀個人賞（MVP）には「お年玉」（賞金50万円）と副賞としてハワイ旅行が贈呈される。
- 最後は全員で「一月一日」（｢お正月｣）を歌うが、途中で『ものまね王座』同様、宇宙空間バックにハイライトシーンを流し、両軍司会のナレーションとスタッフのテロップで締める。

## 出演者
紅組司会
- 榊原郁恵（第1回 - 最終回）
- 清水国明（あのねのね、榊原と同様）
- 原田伸郎[7]（あのねのね、第6回のみ）
- 翔（第10回のみ）：第11回は審査員を担当。
- ガダルカナル・タカ（第11回 - 最終回）

白組司会
- 所ジョージ（第1回 - 第4回）
- 田代まさし（所と同様）
- 明石家さんま（第5回 - 第8回）
- 研ナオコ[8]（さんまと同様）
- 井上順（第9回 - 最終回）：第7回は鈴木末吉によるものまねでご本人ゲストとして出演。
- 松本伊代（井上と同様）：第4回・第6回 - 第8回は審査員を担当。
- 堺正章（第10回 - 最終回）：第6回は審査員を担当。

ほか

### 主な出場者
- ものまね四天王
  - 栗田貫一
  - コロッケ[9]
  - 清水アキラ
  - ビジーフォースペシャル
- ものまね女四天王
  - 斉藤ルミ子
  - 篠塚満由美[8]
  - 松居直美
  - 松本明子
- ものまねお笑い四天王
  - しのざき美知
  - 笑福亭笑瓶
  - ダチョウ倶楽部
  - ピンクの電話
- 朝田昌貴
- 岩本恭生[8]（現在：岩本恭省）
- 大石まどか
- 岡本夏生
- 工藤兄弟
- C.C.ガールズ
- ジェニーいとう
- 城之内早苗
- 鈴木末吉
- 俵山栄子
- 中島マリ
- 橋本志穂
- 原田ゆかり
- パル（現在：葉月パル）
- 広川ひかる
- 松村和子
- 松村邦洋
- 森口博子
- 三原じゅん子
- やや

ほか

### 審査員
- 浅田美代子
- 淡谷のり子
- 生田悦子
- うつみ宮土理
- 大矢明彦
- おすぎとピーコ
- 小森和子
- 定岡正二
- 鈴木邦彦
- 鈴木ヒロミツ
- ダンプ松本
- 野口五郎
- 針すなお
- 保沢紀
- 三浦友和
- 美川憲一
- 峰岸徹
- 森本レオ
- 山口美江

ほか

## ご本人と一緒
「ご本人と一緒」（ごほんにんといっしょ）とは、当番組では欠かせないサプライズ的な企画であった。内容は出場者かわ物真似をしてい途中で物真似をされている本人が登場すると言うものである。
2022年9月29日にフジテレビで放送された『私のバカせまい史SP』によると、男性ゲストの第1号は1989年放送のコロッケに物真似された美川憲一で、女性ゲストの第1号は1991年放送の清水アキラに物真似された青江三奈が初の日本人女性ゲストで、同じく1991年放送の外国人ゲストの第1号はビジーフォーに物真似されたヘドバとダビデである。好評によりご本人登場は以降も恒例となり、1994年の特番では美川が2度目の登場を果たすなど延べ11組が登場し、1997年には史上最多となる27組が登場した。以後は漸減し、2020年の特番では本人の登場がゼロであった。
北島三郎、野口五郎、橋幸夫、ピンク・レディー、柏原芳恵など様々な大物歌手や海外アーティストも出演することがあり、1993年には藤圭子もNYから番組出演の為に帰国して登場した。
前述の「私のバカせまい史SP」によると、本人の登場回数は2022年9月時点で延べ535回にのぼる。
「ご本人と一緒」は後に「ものまね珍坊」（清水アキラ・ビジーフォースペシャルらが出演）や後番組『爆笑そっくりものまね紅白歌合戦スペシャル』でも実施されている。

### 当番組に出演した海外アーティスト
- 1991年：ヘドバとダビデ
- 1992年：プラターズ、シュープリームス
- 1994年：スリー・ディグリーズ、トーケンズ
- 1995年：ママス&パパス、シンディ・ローパー
- 1996年：テンプテーションズ
- 1997年：スキャットマン・ジョン、ダニエル・ビダル、シーナ・イーストン、アース・ウィンド・アンド・ファイアー
- 1998年：スタイリスティックス
- 1999年正月：ロバータ・フラック、レターメン、クリストファー・クロス
- 1999年年末：ジャニス・イアン、スティーヴィー・ワンダー（ビデオメッセージによるVTR出演）

ほか